# Gare de Boussens
La gare de Boussens est une gare ferroviaire française de la ligne de Toulouse à Bayonne, située sur le territoire de la commune de Boussens, dans le département de la Haute-Garonne en région Occitanie. 
Elle est mise en service en 1862 par la Compagnie des chemins de fer du Midi et du Canal latéral à la Garonne. 
C'est une halte voyageurs de la Société nationale des chemins de fer français (SNCF) desservie par des trains régionaux TER Occitanie.

## Situation ferroviaire
Établie à 271 mètres d'altitude, la gare de Boussens est située au point kilométrique (PK) 65,692 de la ligne de Toulouse à Bayonne, entre les gares de Martres-Tolosane et de Saint-Martory. C'était une gare de bifurcation, origine de la ligne de Boussens à Saint-Girons (fermée).
La gare dépend de la région ferroviaire de Toulouse. Elle est équipée de deux quais : le quai 1 dispose d'une longueur utile de 390 m pour la voie 1, le quai 2 (central) d'une longueur utile de 315 m pour les voies 2 et 4.

## Histoire
La station de Boussens est mise en service le 9 juin 1862 par la Compagnie des chemins de fer du Midi et du Canal latéral à la Garonne lorsqu'elle ouvre la section de Portet-Saint-Simon à Montréjeau, qui permet la circulation des trains depuis Toulouse.

## Fréquentation
En 2014, selon les estimations de la SNCF, la fréquentation annuelle de la gare est de 173 829 voyageurs.
De 2015 à 2023, selon les estimations de la SNCF, la fréquentation annuelle de la gare s'élève aux nombres indiqués dans le tableau ci-dessous :
| Année                      | 2015    | 2016    | 2017    | 2018    | 2019    | 2020    | 2021    | 2022    | 2023    |
| -------------------------- | ------- | ------- | ------- | ------- | ------- | ------- | ------- | ------- | ------- |
| Voyageurs seuls            | 185 806 | 174 130 | 206 713 | 167 352 | 190 457 | 124 996 | 164 836 | 232 802 | 299 078 |
| Voyageurs et non voyageurs | 232 257 | 217 663 | 258 391 | 209 191 | 238 072 | 156 245 | 206 046 | 232 802 | 373 848 |

|

## Service des voyageurs

### Accueil
Gare SNCF, elle dispose d'un bâtiment voyageurs, avec guichet, ouvert tous les jours.
Un souterrain permet le passage d'un quai à l'autre.

### Desserte
Boussens est essentiellement une gare régionale desservie par des trains TER Occitanie qui effectuent des missions entre les gares de Toulouse-Matabiau  et de Montréjeau - Gourdan-Polignan, ou de Tarbes, ou de Lourdes ou de Pau.

### Intermodalité
Un parc pour les vélos et un parking pour les véhicules sont aménagés. La gare est desservie par des cars du réseau liO.